# Koszovó
Koszovó, illetve a Koszovói Köztársaság (albánul: Republika e Kosovës, szerbül: Република Косово / Republika Kosovo) vitatott jogállású terület a Balkán-félszigeten. A helyi albán többség által egyoldalúan kikiáltott államot a világ országai csak részben ismerték el.
A köztársaság területébe de facto nem tartoznak bele a szerb enklávék. Szerbia és az ENSZ nem ismeri el Koszovó függetlenségét, és mind a mai napig ENSZ-irányítás alatt álló területnek tekintik a szuverén Szerbia területén. Szerbia alkotmánya értelmében Koszovó és Metóhia Autonóm Tartománynak (szerbül Аутономна Покрајина Косово и Метохија / Autonomna Pokrajina Kosovo i Metohija) nevezik a területet.
2008. február 17-én, miután az akkori belgrádi kormánnyal és a koszovói albánokkal hónapokon át folytatott tárgyalások megbuktak, a területet de facto katonai ellenőrzése alatt tartó Amerikai Egyesült Államok és az Európai Unió (EU) többségének támogatásával és az EU képviselőivel egyeztetve kikiáltotta függetlenségét Szerbiától. A tartomány egyoldalú függetlensége egyes értelmezések szerint sérti az ENSZ BT 1244-es határozatát, amely 1999. június 10-én elismerte az akkori Jugoszlávia területi egységét. Szerbia és annak fő támogatója, Oroszország, valamint a világ országainak egy része jelenleg nem ismeri el önálló államként, Magyarország, az EU tagállamainak többsége és számos más állam azonban igen (Lásd még: Koszovó függetlenségét elismerő országok). Az Európai Unió Koszovót „potenciális tagjelölt” államnak tekinti, ugyanakkor a koszovói külügyminiszter szerint az EU-val történő tárgyalások mindenki másnál lassabban zajlanak.
Koszovó függetlenségét eddig a 193 független ország közül 93 ismerte el, valamint a csak részlegesen elismert államok közül Tajvan, a Máltai lovagrend, a Cook-szigetek és Niue. A független országok közül 44 nyilatkozott úgy, hogy nem ismeri el Koszovót, vagy kimondottan tiltakozott a függetlenség egyoldalú kikiáltása ellen. A többi ENSZ-tagország álláspontja semleges, nem egyértelmű vagy egyelőre nem ismert. A csak részlegesen elismert államok közül Palesztina és Dél-Oszétia egyértelműen ellenezője a független Koszovó létrejöttének, míg Abházia és Hegyi-Karabah (Arcah) olyan nyilatkozatot tett, mely szerint akkor ismernék el Koszovó függetlenségét, ha az az elismerést viszonozza.
Az ENSZ közgyűlése a nemzetközi bírósághoz fordult, és tanácsadó véleményt kért az aktus jogszerűségéről.
A nemzetközi bíróság 2010. július 22-én kelt tanácsadó véleményében kifejtette, hogy miközben nem vizsgálta, hogy a függetlenségi nyilatkozat alkalmas-e a célzott joghatás kiváltására, azaz érvényes és hatályos-e, valamint hogy Koszovó független állam-e, önmagában a nyilatkozat ténye nem sérti a nemzetközi jogot, mivel az azt kikiáltók nem mint az ideiglenes intézményrendszer részei, azaz nem mint koszovói parlament tették a nyilatkozatot, hanem mint magukat Koszovó népe képviselőinek tekintő magánszemélyek, ilyenformán a nemzetközi jog előírásai őket nem kötik.

## Elnevezései
A Koszovó név Kosovo Polje vidék nevének lerövidült változata, amelynek jelentése „Rigómező” (a szerb kos magyarul (fekete)rigót jelent). A környéken zajló és a magyar történelemhez is kapcsolódó két középkori csata ezért rigómezei csata néven ismert.
A tartomány korábbi és mai hivatalos nevei:
- Kosovo és Metohija Autonóm Terület (1945–1963)
- Kosovo és Metohija Autonóm Tartomány (1963–1968)
- Kosovói Szocialista Autonóm Tartomány (1968–1989)
(Az 1968-as névváltoztatáskor a „Kosovo Polje” név is szóba került, de a jugoszláv kormány végül a Kosovo változat mellett döntött.)
- Kosovo és Metohija Autonóm Tartomány (1989 – 2008), Szerbia alkotmányában de jure továbbra is ez a terület neve (Az ENSZ nem ismeri el Koszovó függetlenségét, és mind a mai napig ENSZ-irányítás alatt álló területnek tekintik a szuverén Szerbia területén belül, a tartomány egyoldalú függetlensége sérti az ENSZ BT 1244-es határozatát is.)
- Hívják még „Koszovói Köztársaságnak” az 1990-es függetlenségi nyilatkozat és az 1999-es koszovói háború között működött koszovói albán árnyékkormánynak köszönhetően.

## Földrajza

Koszovó domborzati térképe

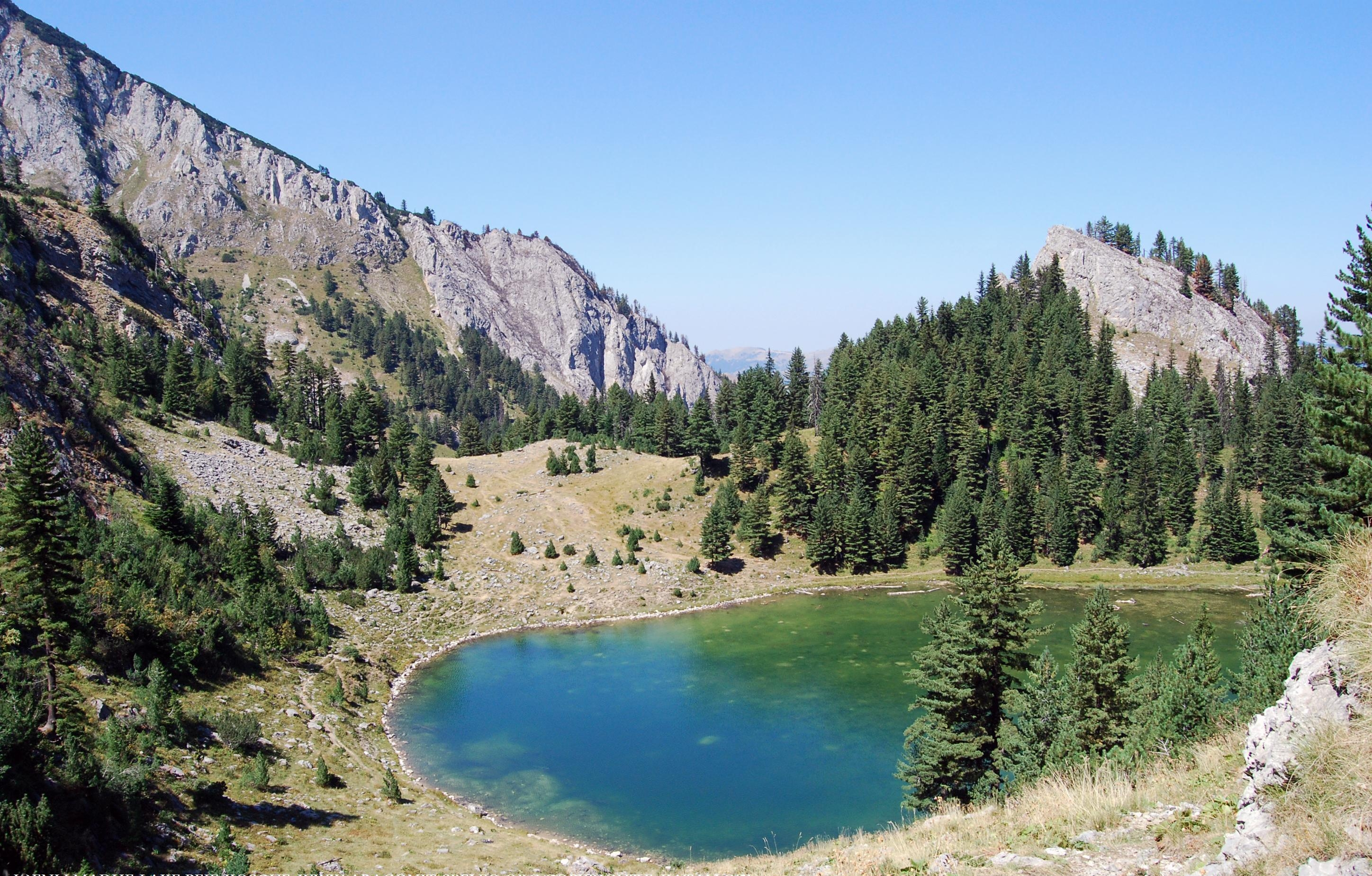
Lićenat-tó a Prokletije hegységben

Területe 10 887 km², népessége az 1999-es konfliktus előtt 2 millió fő volt. Északnyugaton Montenegróval, északon és keleten a közép-szerbiai Raška, Toplica, Jablanica és Pčinja régiókkal, délen Észak-Macedóniával, délnyugaton Albániával határos.

### Domborzat
A durván négyzet alakú országot/tartományt hegyek fogják körül: északon a Kopaonik, keleten a Goljak-hegység, délen a Šar-hegység, nyugaton az Albán-Alpok határolja. Utóbbiban található a legmagasabb pontja, a Gjeravica (2656 m). A hegyek által közrefogott sík területet középen a Čičavica és a Crnoljeva (albánul Carralevë) hegyvonulatai választják szét. Nagyobb nyugati medencéje a Dukagjini-fennsík (Metóhia), kisebb keleti pedig a Rigómező (Koszovói-sík).

### Régiók

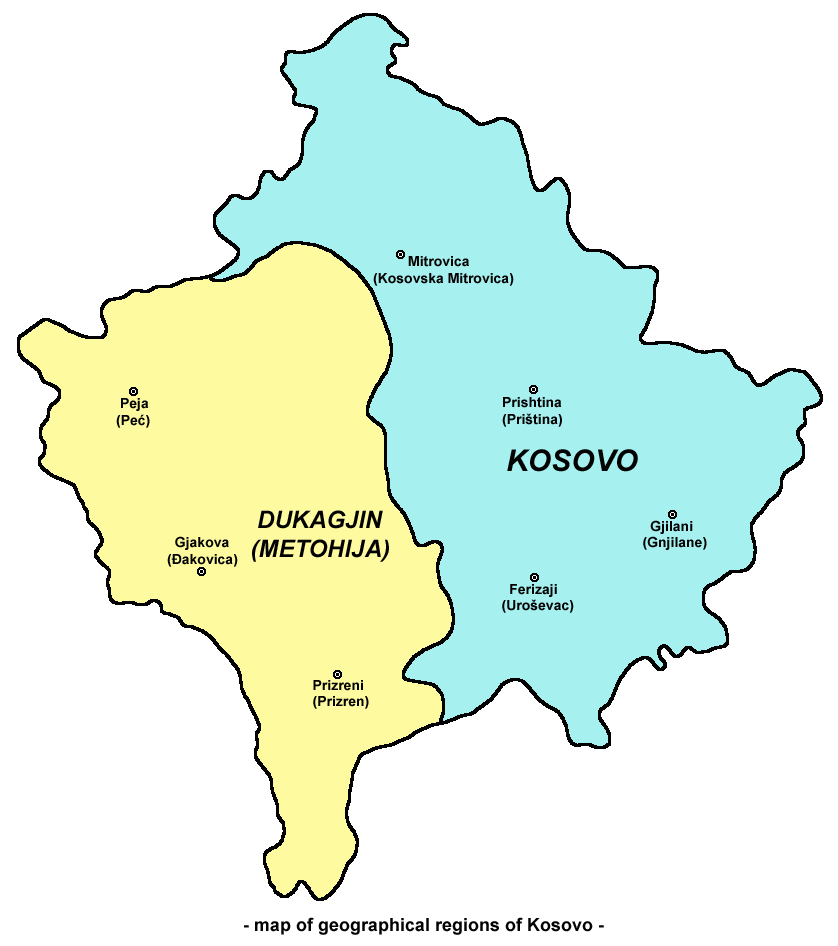
Koszovó történelmi régiói

- Metóhia (Metohija), amit az albánok Rrafshi i Dukagjinitnak hívnak, a tartomány nyugati részén található feltöltött medence. Ebben a régióban található  Istok, Peja, Deçan, Gjakova, Rahovec, valamint Prizren városa.
- A második legnagyobb régió Koszovó, egy medence a Sitnica folyó körül. Ferizaj, Pristina, Vushtrria és Mitrovica városa fekszik itt, valamint Fushë-Kosova (szerb nevén Kosovo Polje), amelyről a régió és az egész tartomány a nevét kapta.
- Koszovó Lab folyó menti szakaszát, amely Podjeva városát is magában foglalja, Kis-Koszovónak hívják.
- Metóhia és Koszovó között, a terület északi-középső részén található Drenica. Itt van Sërbica, Klina és Malisheva városa.
- A Binačka Morava folyó mellett van Binačko Pomoravlje.
- A tartomány legdélebbi pontján, a macedón határ mellett fekszik Gora, Sredačka Župa és Sirinićka Župa.

### Éghajlat
Koszovó klímája kontinentális, meleg nyarakkal és hideg, havas telekkel.

### Környezetvédelem

#### Nemzeti Park
A Šar-hegység Nemzeti Parkot még Jugoszláviában szervezték meg. Jelenleg ez Koszovó egyetlen nemzeti parkja.

## Történelme
A Koszovói Köztársaság megalakulása a Jugoszlávia szétesését követő harcok eredménye, különösen pedig az 1996-1999-i koszovói háborúé. Előzménye a nacionalizmus kifejlődése a Balkánon a török uralom alatt, a XIX. században, különösen pedig az albán és a szerb nacionalizmus ütközése, amelynek csúcspontja a koszovói háború volt.

### Korai történelem
Az ókorban Koszovó területe egy nagyobb terület, Dardania része volt. Kr. e. 28-ban Augustus a Római Birodalomba olvasztotta, azon belül Moesia provincia része lett. A 6. században szlávok telepedtek le a Balkán-félszigeten. 850 körül az első bolgár birodalomhoz tartozott a térség, itt ötvöződött a keresztény és szláv kultúra. Bizánc visszahódította 1018-ban. A régió volt a Konstantinápollyal szembeni szláv ellenállás központja, az uralom gyakran változott egy részről a szerbek és bolgárok, más részről a bizánciak között, míg végül Raska szerb fejedelemség hódította meg a 11. században.
A 12. században teljesen beolvasztották a Szerb Királyságba, a Nemanja-dinasztia idején a 13. században itt volt a középkori szerb állam világi és vallási központja: a királyi székváros, Prizren, illetve szerb ortodox pátriárka székhelye, Peć. A virágkor a Szerb Cárság 1346-os kikiáltása, amely 1371 után központosított feudális abszolút monarchiává alakult. 1389-ben az első rigómezei csatában a törökök megverték Lázár fejedelem koalíciós seregét. 1402-ben megalakult a Szerb Despotátus, Koszovó annak leggazdagabb területe lett, nevezetes volt bányáiról. 1448-ban a második rigómezei csata során a magyar Hunyadi János szenvedett vereséget az Oszmán Birodalom seregeitől. Koszovó teljes egészében 1455-ben került török uralom alá.

### Török uralom (1455–1912)

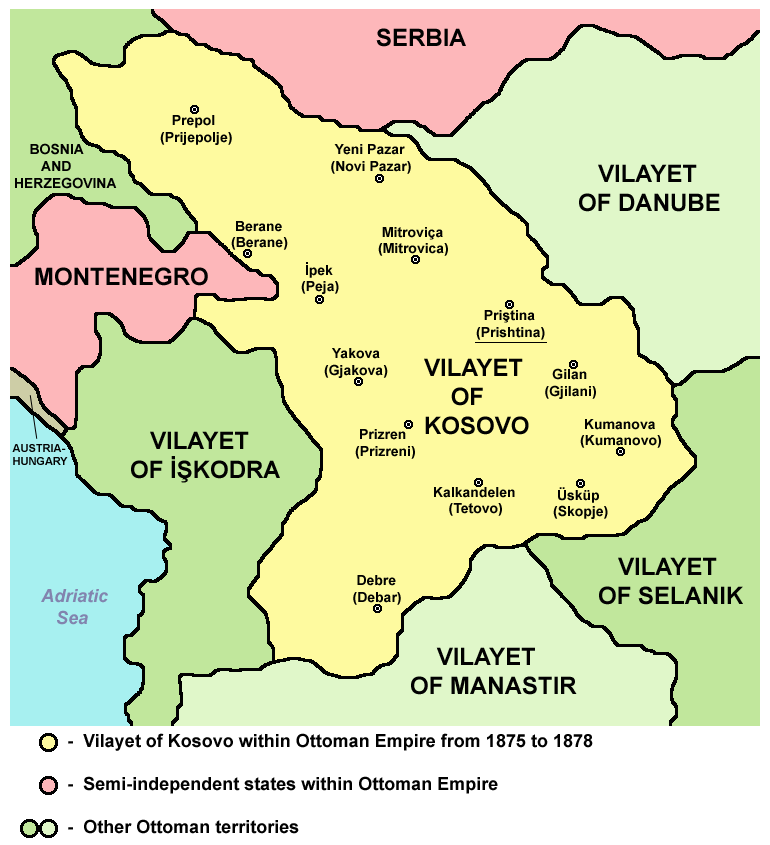

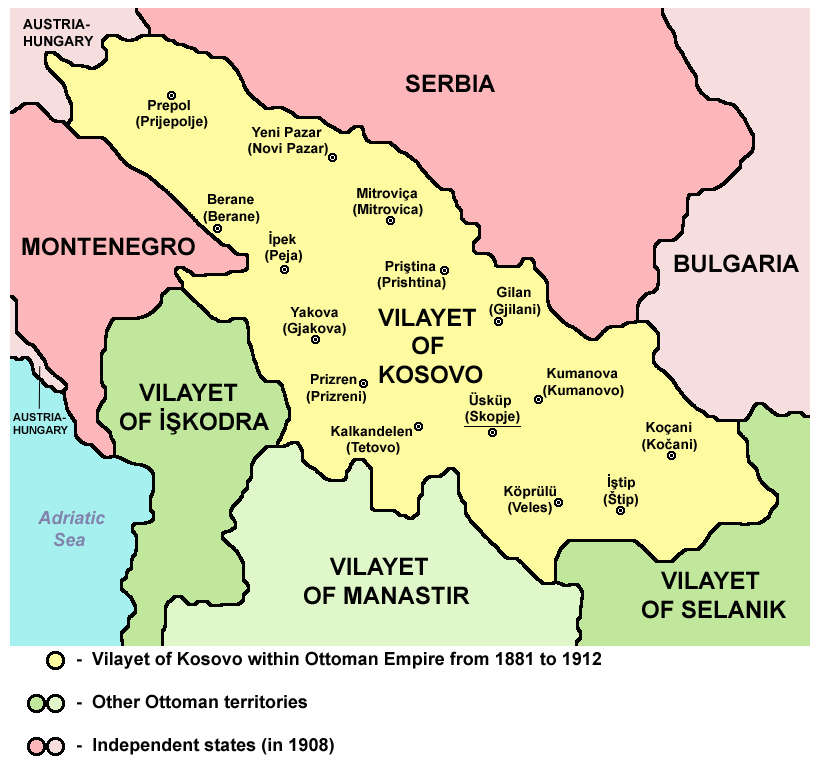

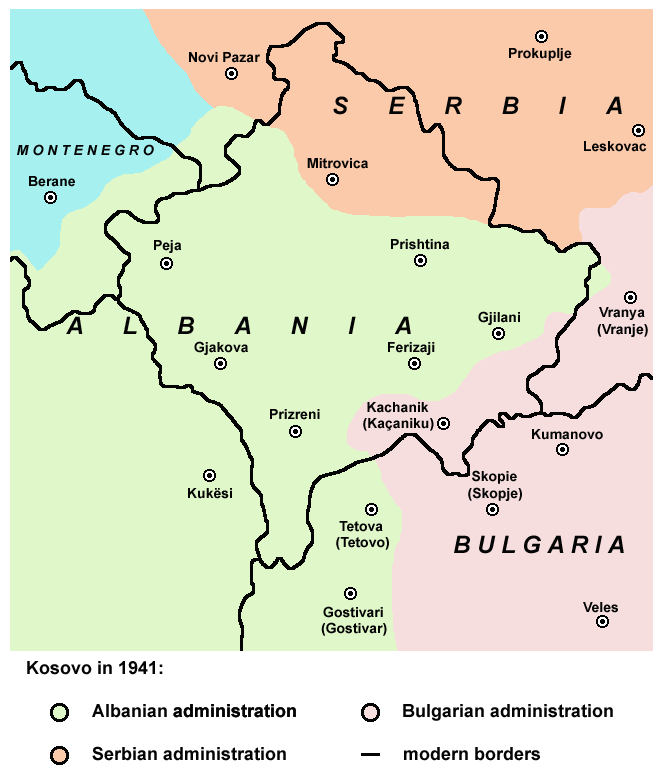

Koszovót rövid időre megszállták az osztrák csapatok az 1683–1699-es felszabadító háború idején 6000 albán harcos segítségével. 1690-ben a peći szerb pátriárka, III. Arszenije 37 000, főleg szerb család kíséretében elmenekült Koszovóból (lásd: Szentendre). Az ortodox keresztények kivándorlása Koszovóból az egész 18. században tartott. Ezzel szemben sok albán főnök áttért a muszlim vallásra és jelentős beosztást kapott a török seregben. A muszlim uralom négy és fél évszázada eredményeként az azt megelőzően döntően szláv keresztény lakosság száma csökkent, török-albán lakosság váltotta fel őket.
A XIX. században Balkán-szerte lezajlott a nemzeti ébredés, kialakultak a nacionalizmusok. Az albán nacionalista mozgalom központja Koszovó lett.
1871-ben Prizrenben a szerbek gyűlést tartottak, ahol Koszovó újraintegrálását tárgyalták Ószerbiába. A Szerb Fejedelemség maga is tervezte, hogy erre terjeszkedik a törökök rovására. Az 1878-as békeszerződés Pristina és Kosovska Mitrovica városokat szerb polgári közigazgatás alá helyezte, Koszovó többi része török uralom alatt maradt. Válaszul az albánok megalakították a Prizreni Ligát, amelynek célja a Törökországban élő albánok egyesítése volt.

### Jugoszlávia
1912-ben Szerbia, Montenegró, Görögország és Bulgária szövetségre lépett egymással az Oszmán Birodalom ellen. Ez volt az ún. Balkán-szövetség. 1912. október 8. napján Montenegró hadat üzent az Oszmán Birodalomnak. A Balkán-szövetség többi állama 9 nappal később követte példáját, és kitört az első Balkán-háború. Az év végére a liga szétverte az európai török haderőt. A háborút lezáró londoni egyezmény Koszovót Szerbiához csatolta.
Az első világháború alatt Szerbiával együtt megszállta az Osztrák–Magyar Monarchia, illetve Bulgária.
A második világháború idején Albánia része lett, és Olaszország megszállása alá került. 1943-ban az olasz csapatok helyére németek érkeztek, és 1944-ig a jugoszláv partizánok megérkezéséig az ő fennhatóságuk alá tartozott.
A második világháború után a kommunista Jugoszlávia idején ismét Szerbia része. 1963-ban létrehozzák a Koszovói Autonóm Tartományt. Az 1974-es szövetségi alkotmány tovább erősíti az autonómiát: a Koszovói Szocialista Autonóm Tartomány alkotmányos jogköre kibővült, saját elnöksége és kormánya, nemzeti bankja és szinte teljes körű állami intézményrendszere lett. Képviselője paritásos alapon helyet foglalt a szövetségi elnökségben – ezzel Koszovó föderáción belüli státusa gyakorlatilag kiegyenlítődött a köztársaságokéval, de továbbra is Szerbia része maradt. (Hasonló volt a Vajdaság helyzete is.) Hivatalos nyelv volt a szerb-horvát, az albán és a török. A tartományi közigazgatás az albán többségű hatóságok kezébe került.
Az albánok magasabb születési arányszáma, az albán nyelvű iskolahálózat robbanásszerű fejlődése (a két világháború közötti szerb hatalom szándékosan nem szorgalmazta az albánok anyanyelvi oktatását) jelentős változásokhoz vezetett, amit egyesek demográfiai háborúnak, illetve a szerbek tervszerű, békés kiszorításának tartanak. Az albánok aránya a lakosságon belül 90%-ra nőtt, elsősorban a szerbek kárára. Ugyanakkor mindkét nép soraiból sokan keresték boldogulásukat nyugaton, de sok szerb, cigány és albán költözött el Koszovóból gazdaságilag kedvezőbb és nyugodtabb körülmények közé Jugoszlávia más vidékeire is. Az albán vendégmunkások fizetésük egy részét hazaküldték, ahol ebből tömegesen felvásároltak szerb tulajdonú ingatlanokat. Az alacsony értékű koszovói ingatlanokért a szerb tulajdonosok csillagászati összegeket kaptak,[forrás?] amiből sokan meggazdagodva költöztek északra. Mindennek hatása volt az általános gazdasági helyzetre, szaporodtak az incidensek a szerbek és albánok között, nőtt a kölcsönös gyűlölet.
Röviddel Josip Broz Tito halála után, 1981 áprilisában egyetemista zavargások törtek ki Pristinában, és felbukkant a „Koszovó [legyen] köztársaság!” jelszó. A szerb hatalom katonai elnyomással, majd különböző pacifikálási kísérletekkel válaszolt, de a föderáció többi tagja egyre türelmetlenebbé vált a szerb hegemónia visszaállításának kísérleteivel szemben. A szerb katonai jelenlét nyomán fokozódott és egyre erőszakosabb formát öltött az albán szeparatizmus, ami viszont tovább serkentette a koszovói szerbek és egyéb más nemzetiségűek emigrációját.
Ebben a légkörben készült el 1986-ban a Szerb Tudományos Akadémia hírhedt memoranduma, melynek egyik fő témája Koszovó helyzete volt, csakúgy, mint Slobodan Milošević hírhedt Kosovo Polje-i beszédének.
Itt hangzottak el Milošević hírhedtté vált szavai, amelyek nyomán a szerb kommunista pártvezér hatalmas népszerűségre tett szert (de kizárólag saját) nemzettársai körében: „… senki sem emelhet kezet rátok, ezek a ti rétjeitek, a ti kertjeitek, itt kell maradnotok, ez a ti emlékezetetek…” Milošević a szerb nacionalizmust meglovagolva kitaszította a hatalomból korábbi barátját, harcostársát és mentorát, Ivan Stambolić köztársasági elnököt, és egyre inkább populista, demagóg módszereket kezdett alkalmazni. 1989-ben megszüntette Koszovó autonómiáját, és a szerb parlament közvetlen fennhatósága alá vonta a tartományt.
Az albán szeparatizmus ennek hatására még erőteljesebbé vált, és a megalakuló Koszovói Felszabadítási Hadsereg (UÇK) terrorakciókkal, útblokádokkal, rendőri és civil célpontok elleni támadásokkal küzdött a tartomány elszakadásáért. Az UÇK 1998-ban rövid időre még az Egyesült Államok terrorszervezeteket nyilvántartó listájára is felkerült, mivel csaknem terrorista támadásokkal egyenértékű akciókat hajtott végre. Macedóniában például robbantásos merényletek sorozatát követték el az infrastruktúra ellen.
Mindezek következményeképpen a kilencvenes évek végén Milošević súlyos atrocitásokkal terhelt rendőri-katonai akciót indított a tartományban a rend helyreállításáért. Az akció heves nemzetközi visszhangja és a komoly diplomáciai nyomás eredményeképpen 1999 januárjától tárgyalások kezdődtek ENSZ-csapatok telepítéséről. 1999. február végére Milošević elfogadta a nemzetközi közösség feltételeit a szerb csapatok kivonásáról, Koszovó autonómiájáról és az ENSZ-csapatok Koszovóba való telepítéséről.
Ekkor azonban máig tisztázatlan okokból – valószínűleg amerikai kezdeményezésre – a márciusi aláírásra előkészített dokumentumokhoz egy kiegészítést csatoltak (Appendix B) melyben a procedúra részeként a NATO csapatok számára jogot adtak volna Szerbia egész területének, légterének és felségvizeinek korlátlan használatára, beszállásolásra, táborok létesítésére, gyakorlatozásra. Valamint teljes immunitást a szerb törvények alól, teljes és korlátlan nyomozati eljárási jogkört az állam egész területére. Mindezen feltételek elfogadása Szerbia esetében az állam szuverenitásának feladását és NATO-megszállást jelentett volna. A szerb és az orosz tárgyalóküldöttség mindezt visszautasította, és ragaszkodtak a szakértői tárgyalások során kimunkált keretekhez. A rambouillet-i egyezmény a kiegészítéssel együtt súlyosabb követeléseket tartalmazott, mint az első világháborút kirobbantó 1914-es osztrák–magyar ultimátum.
Az USA több kísérletet tett az ENSZ BT előtt a Szerbia elleni beavatkozás megindítására, de az orosz vétó miatt kudarcot vallott. Ezen előzmények után 1999. március 24-én a NATO és az USA – BT-felhatalmazás nélkül – bombázni kezdte Szerbiát. Ez a cselekmény az ENSZ közgyűlése 1974/3314(XXIX) definíciója szerinti agressziónak minősült, de a BT az USA és a vétójoggal bíró NATO-tagállamok miatt nem tudta elítélni. A bombázások katalizálták a helyzetet, és a korábbi korlátozott atrocitások helyett immár súlyos etnikai tisztogatások kezdődtek a térségben.
A légiháború lezárásaként többé-kevésbé a februári elvek alapján Koszovó ENSZ-protektorátus alá került, az ENSZ BT 1244 határozata alapján a tartomány helyzetét multilaterális tárgyalásokon kell rendezni.
A szerb csapatok kivonulása után az albán fegyveresek masszív etnikai tisztogatásba kezdtek, és 1999 óta mintegy 200 000 szerb és cigány volt kénytelen elhagyni otthonát. A cigányok érintettsége jól mutatja, hogy többről volt szó, mint a szerbek elleni bosszúról.
A koszovói sikeren felbuzdulva az UÇK megkísérelte a koszovói modell alkalmazását a szomszédos Macedóniában is. Hajszál híján sikerült összeomlasztani a macedón kormányt, azonban Macedónia görög és NATO-segítséget kért, így sikerült visszaverni a terroristák támadásait. Azonban a károk hatalmasak voltak: a romba döntött Lesoki templomtól az infrastruktúrában okozott károkig.

### Az Egyesült Nemzetek Szervezete igazgatásának időszaka
1999. június 10-én fogadta el az Egyesült Nemzetek Szervezete Biztonsági Tanácsa 1244-es számú határozatát, amely Koszovót átmeneti ENSZ igazgatás alá helyezte (UNMIK), és megbízta a NATO vezetésű békefenntartó erőket (KFOR). Fontos, hogy ugyanekkor elismerte, hogy a Szerb Köztársaság utódja a Jugoszláv Szövetségi Köztársaságnak.
Amikor a szerb csapatok távoztak, a szerb lakosság többsége, mintegy 200 000-280 000 ember, szintén elhagyta a tartományt. Gyakran elrabolták a szerbek vagyonát, és folytatódott a helyben maradó szerbekkel és cigányokkal szembeni erőszak. A Szerbián belüli menekültek száma vitatott, a becslések szélső értékei: 65 000 és 250 000. Sok menekült szerb visszatért otthonába az UNMIK védelmében bízva. A Koszovóban maradt szerbek száma 120 000-150 000, gyakran célpontjai az önkényeskedésnek és hátrányos megkülönböztetésnek.
2001-ben az UNMIK felállította a koszovói önkormányzat átmenetei intézményeit (PISG), beleértve a választott koszovói törvényhozó gyűlést, az elnök és a miniszterelnök posztját. Koszovó első szabad, országos választását 2001 végén tartották (helyhatósági választásokat az előző évben).
Sikerét látva a Koszovói Felszabadítási Hadsereg újból akcióba lendült és ezúttal a szomszédos Macedónia ellen folytatott gerillaháborút, ám a NATO ezúttal megálljt parancsolt az albán terjeszkedésnek.
2004 márciusában tört ki Koszovóban a háború utáni első etnikumközi összecsapás. 2004 folyamán a kezdeti jelentéktelen események fokozatosan nagyarányú zavargássá fajultak.
2006-ban nemzetközi tárgyalások kezdődtek Koszovó helyzetének végleges rendezéséről, a Biztonsági Tanács 1244-es határozata értelmében. 2006. februárban kezdődtek az ENSZ szervezésében a tárgyalások, amelyeket Martti Ahtisaari ENSZ meghatalmazott vezetett. Bár technikai részletkérdésekben haladást értek el, a résztvevők mereven ellentétes álláspontot képviseltek Koszovó státusa ügyében.
2007 februárjában Ahtisaari megismertette javaslatát a belgrádi és pristinai vezetőkkel. A Biztonsági Tanács határozata alapján 'felügyelt függetlenséget' javasolt a tartománynak. A határozattervezetet a Biztonsági Tanácsban támogatta az Amerikai Egyesült Államok, Egyesült Királyság és a többi európai állam, de négyszer kellett átírni az orosz aggodalmak miatt, amelyek az állami függetlenség elvének aláásására vonatkoztak. Oroszország, amely a Biztonsági Tanács vétójoggal rendelkező öt állandó tagjának egyike, nem támogatott olyan határozatot, amely nem fogadható el Belgrád és a koszovói albánok számára egyaránt.
Az ENSZ-ben folytatott pár hetes tárgyalás után az Amerikai Egyesült Államok, Nagy-Britannia és a Biztonsági Tanács többi európai tagja elvetette az Ahtisaari-tervet 2007. július 20-án, Oroszország biztonsági aggodalmai miatt. Augusztustól kezdve az Európai Unió, az Amerikai Egyesült Államok és Oroszország szakértői tárgyalásokat kezdett arról, milyen is lenne az a rendezés, amelyet elfogad Belgrád is, és Priština is. Az orosz ellenkezés dacára az Egyesült Államok, Nagy-Britannia és Franciaország Koszovó függetlenségét kívánta. A függetlenségi nyilatkozat kihirdetését a koszovói albán vezetők elhalasztották a 2008. február 4-én tartott szerb elnökválasztás utánra. Az Európai Unió sok tagja és az Egyesült Államok félt attól, hogy túl korai függetlenségi nyilatkozat az ultranacionalista szerb jelöltet, Tomislav Nikolićot támogatja.

### A 2008. évi függetlenségi nyilatkozat
A koszovói parlament tagjai, valamint a koszovói elnök 2008. február 17-én fogadta el a függetlenségi nyilatkozatot. A nemzetközi bíróság véleménye szerint ezt a döntést nem hivatalos minőségükben hozták. A következő napokban számos állam (Costa Rica, az Amerikai Egyesült Államok, Törökország, Albánia, Ausztria, Németország, Olaszország, Franciaország, Nagy-Britannia, Tajvan, Ausztrália és mások) ismerték el a független Koszovót, bár Szerbia tiltakozott az Egyesült Nemzetek Szervezete Biztonsági Tanácsánál.
A Biztonsági Tanács megosztott maradt a kérdésben (2008. február 25.). A vétójoggal rendelkező öt állandó tag közül az Amerikai Egyesült Államok, Nagy-Britannia és Franciaország elismerte Koszovót, míg Oroszország és a Kínai Népköztársaság törvénytelennek tekintette a függetlenség kikiáltását.
Az Európai Uniónak nincs hivatalos álláspontja Koszovó státusáról, bár az Unió jogászai továbbra is segítik Koszovó alkotmányának és nemzetközi polgári jogának kidolgozását. Manapság a NATO, az Európai Unió és az OECD legtöbb tagja elismeri Koszovó függetlenségét.
Koszovó szomszédságában csak Szerbia nem ismeri el a függetlenségi nyilatkozatot. Szerbia szomszédai közül Horvátország, Bulgária, Magyarország, Észak-Macedónia és Montenegró ismerte el Koszovót.

### 2010-es évek
2018. június 7-én a koszovói parlament jóváhagyta Albánia és Koszovó vámunióját. A határozat további eleme, hogy megszűnik a határellenőrzés a két ország között.

## Politikai és nemzetközi helyzete
Koszovó nemzetközi helyzete évek óta rendezetlen. Habár a tartomány nemzetközi jogilag az ENSZ felügyelete alatt Szerbia része, a szerb hatóságoknak még sincs beleszólásuk a kormányzásba. A kormány felelősséggel tartozik az ENSZ koszovói békefenntartó missziójának (UNMIK). A kumanovói egyezmény és koszovói háborúnak véget vető, az ENSZ Biztonsági Tanácsának későbbi 1244-es határozata alapján a békét a NATO által vezetett KFOR (Kosovo Force) tartja fenn.
Az UNMIK már létrehozta a felügyelete alatt működő törvényhozó és végrehajtó testületeket, az ideiglenes kormányt és az ideiglenes államfői hivatalt. A közbiztonság fenntartása, az igazság- és a külügy irányítása szintén az UNMIK ellenőrzése alatt állt. A koszovói parlament 2001 novemberében, majd 2004-ben alakult meg. Ibrahim Rugovát 2002 márciusában választották a parlament, a kormány elnökévé és Pristina polgármesterévé. A törvényhozó testület az UNMIK-kal egyetértésben bevezetett egy alkotmányos rendszert, egy vámtörvényt, valamint két büntetőtörvénykönyvet.
Az UNMIK forgalomba hozott olyan utazási dokumentumokat, amelyek az útlevél helyett használhatóak az azt elfogadó országokban. Bevezettek személyazonossági kártyákat és autómatricákat is, amelyek szintén csak ott érvényesek, ahol elfogadják azokat. A koszovói postai rendszer is csak megkötésekkel használható (a Koszovóba vagy Szerbiába címzett levelek nem feltétlenül érkeznek meg; az Egyetemes Postaegyesület éppen ezért a „Kosovo (UNMIK)” címzést javasolja).
Habár a rendőrségnél az összes etnikum tagja dolgozhat (albán, szerb, cigány, bosnyák stb.), de főként a Koszovói Felszabadítási Hadsereg (UÇK) veteránjai közül kerülnek ki a hatósági személyek. A tartomány légterét a KFOR ellenőrzi. Az UNMIK az ENSZ zászlaját használja.
A koszovói parlament által elfogadott alkotmányos rendszer megerősítette az elvet, hogy a parlamentben az összes kisebbség képviselje magát. A 120 szék közül tíz a szerb, másik tíz a nem albán kisebbségeknek van fenntartva, míg a maradék 100 szék sorsa közvetlen választás útján dől el.
Mindezeken túl Koszovó gyakorlatilag megszállt terület. A legfőbb főhatalmat az UNMIK vezetője gyakorolja, és az állami funkciók java része is az UNMIK felügyelete alatt áll. Hatalmukat pedig mintegy 17 ezer katona biztosítja. Az albán nép egyelőre támogatja az idegen csapatok jelenlétét, kérdéses azonban, hogy ez meddig marad így.
2007 februárjában a Vetëvendosje által szervezett békés felvonulásra román rendőrök gumilövedékekkel rálőttek. Két ember meghalt, nyolcvanan megsebesültek. Albin Kurtit az UNMIK rendőri erői őrizetbe vették és házi őrizetben tartották. Albin Kurti az albán békés ellenállás képviselője, a Vetëvendosje alapítója. Fellépett a tartomány megszállása ellen, és békés ellenállásra buzdítja az albánokat az UNMIK ellen. Az Amnesty International súlyos kétségeit fejezte ki az albán aktivista letartóztatásának és perének törvényességével kapcsolatban. Sokak szerint Albin Kurti az ENSZ politikai foglya volt.

### Koszovó függetlenségét elismerő országok
2008. február 17-én a koszovói parlament képviselőinek többsége, valamint néhány magánszemély egyoldalúan kikiáltotta Koszovó függetlenségét.
2013. szeptember 26-áig 105 ország ismerte el Koszovó függetlenségét. (Továbbá Tajvan, amely maga nem tekinthető nemzetközileg teljes körben elismert államnak és a vitatott államiságú Máltai lovagrend.) Szerbia és Oroszország, valamint 20 másik állam viszont elítéli a függetlenség kikiáltását.
A kikiáltás napján Afganisztán, Costa Rica, az Amerikai Egyesült Államok, Franciaország, Albánia, Törökország és az Egyesült Királyság ismerte el a független Koszovót. Az Európai Unió eddig nem tudott közös álláspontot kialakítani, de a 27 tagállamból 22 elismerte.
Magyarország kormánya formálisan 2008. március 19. napján ismerte el önálló államként a Koszovói Köztársaságot, a 2034/2008 (III.19) sz. határozatában.
Koszovó elnöke, Fatmir Sejdiu 2008. június 15-én kihirdette Koszovó alkotmányának életbe lépését. Az alkotmány „független, szuverén, demokratikus, egységes és megoszthatatlan állammá” nyilvánította az országot. Belgrád elutasította az alkotmányt, a koszovói szerbek saját tartományi parlamentjük megalakítását jelentették be, amit június 28-án alakítanak meg. A koszovói kormány átveszi azokat a feladatokat, amelyeket eddig az ENSZ misszió végzett.[forrás?]
Koszovó függetlenségének kikiáltása előtt négy évvel a belgrádi Nacional egy cikkben írta, hogy az ENSZ-bíróság akkori internetes honlapján Koszovó és a Vajdaság már független államként szerepel. Az újság szerint ez nem véletlen, mert már évekkel ezelőtt elhatározta az ENSZ, hogy segíti a tartomány kiválását Szerbiától.
2013. július 4-én a koszovói szerbek megalapították saját parlamentjüket amelyet Szerbia autonóm tartományának átmeneti irányítására hoztak létre. A parlament nevében nyilatkozó Slavko Stevanovic szerint a lépés célja Szerbia alkotmányának, és területi integritásának védelme.
2014-ben a független ország első komoly politikai válságába sodródott. 2014. május 7-én feloszlatták a parlamentet, azóta ügyvezető kormány van hatalmon. A júniusi előrehozott választás óta sem sikerült a kormánynak letenni az esküt.

### Nemzetközi jogi álláspontok
A kialakult helyzet jogi értékelése vitatott. Két jelentősebb álláspont formálódott ki az utóbbi időben.
A függetlenséget elutasító álláspont
Az aktus jogilag érvénytelen mivel az ENSZ BT 1244. sz. határozata úgy rendelkezik az átmenetről, hogy a tartomány végső státusát tárgyalások révén bilaterális, vagy multilaterális egyezményben kell rendezni (uti possidetis elv). A népek önrendelkezési joga nem alkalmazható, ugyanis az csak a dekolonizációs folyamat keretében az államot nem alkotó népeket, nemzeteket illeti meg, nemzeti kisebbségeket nem. Amennyiben az adott nép már rendelkezik állammal akkor ezek a jogok az adott államra szállnak át. Mivel albán állam már létezik, így kizárt az önrendelkezési jog alkalmazása, mely amúgy is a lex specialis derogat legi generali elv alapján inferior a BT határozathoz képest. Jogilag kérdéses az elismerések érvényessége, ugyanis jogellenes helyzetet érvényesen elismerni nem lehet.
Kritikája:
A koszovói albánok 90 éve elkülönülve élnek albániai testvéreiktől, ezért ők már külön nép, tehát a népek önrendelkezési joga alkalmazható. Az 1244. határozat csak az átmenetről rendelkezik, nem a tartomány végső státusáról, ezért a tárgyalások kudarca után az alapokmányban garantált önrendelkezési jogot kell érvényesíteni.
Albán álláspont
Koszovónak az első balkáni háborút lezáró 1913-as Londoni egyezménnyel Törökországtól Szerbiához csatolása jogtalan, mivel a balkán liga agressziót követett el a Török birodalom ellen, és agresszió nem eredményezhet területi nyereséget. Ily módon a szerb igény nem megalapozott, Koszovó mintegy res nullius, így albánok jogszerűen kiálthatták ki a tartomány függetlenségét a népek önrendelkezési jogára hivatkozva.
Kritikája:
Egy adott szituációra mindig az akkor érvényes jogot kell alapul venni. A fenti érvelés pedig a mai jogi helyzet alapján értékel egy olyan szituációt, amely a korabeli nemzetközi jog alapján teljesen jogszerűnek mondható, hiszen az agressziót tiltó rendelkezések, az első világháború utánra datálhatóak. A másik probléma pedig az ENSZ BT 1244. sz. határozata amely tárgyalásos rendezést ír elő Szerbia területi integritásának elismerése mellett.

### Zavargások
- 2008. február 18–19. Szerbiában kisebb zavargások zajlottak.
- február 19. Felgyújtottak két határátkelőt Szerbia és Koszovó között.
- február 21. Államilag szervezett tömegtüntetésen mintegy 150 ezren tüntettek Belgrádban, a szabad Koszovó ellen. Zárva maradtak az iskolák, az állami vasúttársaság ingyen szállította a tüntetőket a városba. Kora délután a demonstrálók egy kisebb csoportja behatolt az Amerikai Egyesült Államok nagykövetségének biztonsági okokból kiürített épületébe, melyet később fel is gyújtottak. Az Amerikai Egyesült Államok visszahívta hivatalnokait Szerbiából, és az állampolgárai figyelmét is felhívta a hazautazásuk fontosságára. Ezenkívül megtámadták a horvát, a török, a bosznia-hercegovinai, a belga, a kanadai és a német nagykövetség épületét is.[39] A rendőrség könnygázt is bevetett a randalírozók ellen. Egy halott és 150 sebesült a zavargás következménye.[40]
- február 22. Ötezer szerb indult meg délután a Koszovó északi részén fekvő Kosovska Mitrovica albánok lakta részébe. Az ENSZ rendőrei könnygázzal próbálják megfékezni a szerb tüntetőket. Az etnikailag kettéosztott városban öt napja tartanak a demonstrációk.[41]
- február 28. A Koszovóban szolgáló szerb rendőrök megtagadták az engedelmességet az új állam kormányának, és kijelentették, hogy az ENSZ-nek tartozzanak engedelmességgel. Emiatt tüntetésekbe kezdtek. A koszovói kormány felmentette ideiglenesen a szerb rendőröket, és akik a tüntetésekben részt vettek, azoktól elvették fegyverüket és jelvényüket.
- március 17. Hatvanhárom ENSZ-rendőr és mintegy hetven koszovói szerb sebesült meg reggel a Kosovska Mitrovicában lezajlott zavargásokban.
- 2011. szeptember 27. A KFOR kötelékébe tartozó német alakulatok Észak-Koszovó szerb többségű részein a határátkelőknél tiltakozásul emelt szerb barikádok buldózerrel történő felszámolása közben éles lőszerrel lőttek a tömegbe. Négy katona és 16 civil sebesült meg, a civilek közül hatnak lőtt sebei voltak.[42]

## Népesség
| 2024 | 1 586 659 |

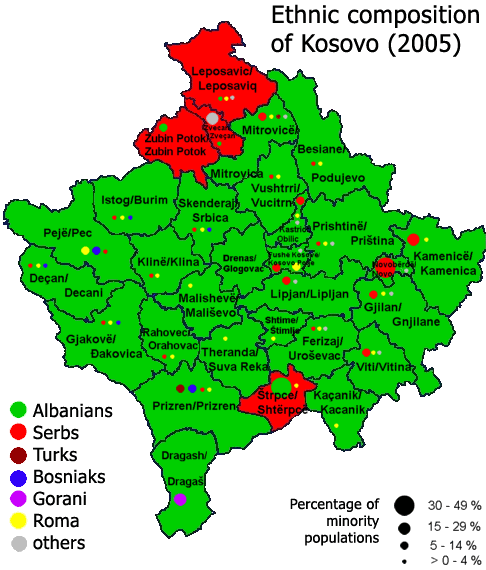
Koszovó etnikai térképe 2005-ben

Albánok alkotják az ország lakosságának majdnem 90%-át. Az albán bevándorlás, a többi nép kivándorlása, valamint a magas születési szám következtében egyenletesen nőtt az albán lakosság aránya a tartományban. A lakosság nagy része a háború alatt menekültté vált, de a legtöbbjük gyorsan visszatért otthonába. A konfliktus következményeként mintegy 200 ezer nem albán, különösen szerbek és cigányok kényszerültek elhagyni a tartományt, hogy megmeneküljenek az újra felerősödő erőszakhullámtól. Ez a balkáni háborúk történetének talán egyik legnagyobb etnikai tisztogatása volt.[forrás?] Lerombolt templomok és elnéptelenedett falvak sora jelzi az UNMIK kudarcát. Albán források szerint ez a gazdasági nehézségeknek tudható be inkább.

### Etnikumok
A Koszovói Statisztikai Hivatal 2000-es felmérése szerint Koszovó teljes népessége 1 970 000, a következő eloszlással:
|           | Lélekszám | %   |
| --------- | --------- | --- |
| Albánok   | 1 733 600 | 88  |
| Szerbek   | 173 900   | 7   |
| Bosnyákok | 39 400    | 2   |
| Cigányok  | 39 400    | 2   |
| Törökök   | 19 700    | 1   |
| Összesen  | 1 970 000 | 100 |

Az erőszakos cselekmények tovább csökkentették a nem albánok számát a felmérés óta, és sokan azok közül, akik maradtak, most menekülttáborokban vagy jól védett településeken élnek. A lakosság eloszlása homogén képet mutat, több mint kilencven százaléka albán nemzetiségű. A nem albánok aránya kevesebb mint a népesség tizede. Két-három százalék szerb, ugyanannyi cigány él itt. A cigányok számtalan különböző törzsre oszlanak, egészen elenyésző arányú török és bosnyák színesíti a képet.

### Városok

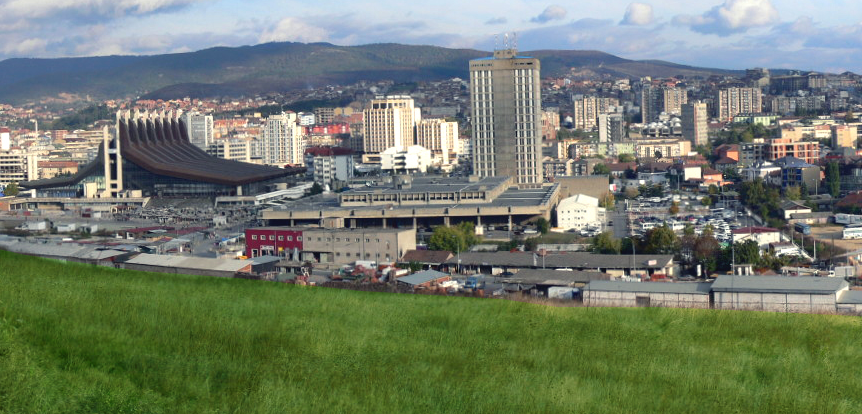
Pristina

A nagyobb városok közé tartozik a főváros Pristina (szerbül Приштина / Priština), körülbelül 500 000 lakossal, valamint a délnyugati Prizren 120 000 lakossal. További öt település lakossága haladja meg az 50 000 főt.

### Vallási megoszlás

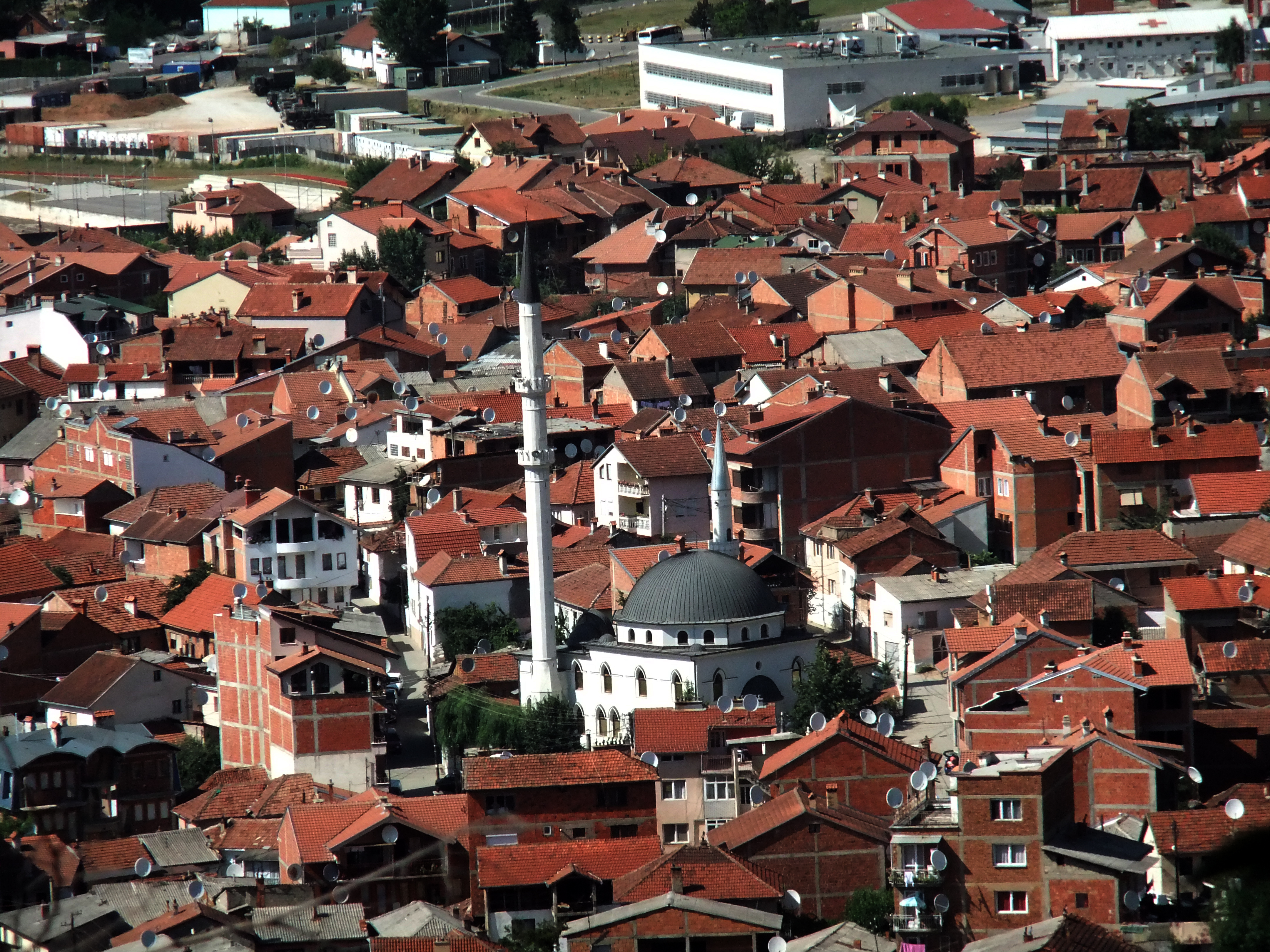
Prizren házai és mecsete

A 2011-es népszámlálás alapján Koszovó lakosságának mintegy 95-96%-a muszlim (többsége szunnita).
A koszovói háború előtt több mint 500 mecset volt és sok szúfi tekke (imahely). Ezek felét a háborúban megsemmisítették. A háború óta többségüket újraépítették, és szaúdi vahhábita támogatással számos új mecset épült és épül. Az imámokat Pristinában képzik.
Koszovóban mintegy 65 000 katolikus is él, akik albánok vagy horvátok. Macedónia önállósodása óta 55 pap látja el a híveket a Prizreni apostoli adminisztratúra kötelékében, amely közvetlenül az Apostoli Szentszék alá van rendelve. A püspök Dode Gjergji (sz. 1963). A térségben Albániához hasonlóan aktívak a ferencesek. Az ortodoxok püspöke Artemije Radosavljević (1935) a raskoprizreni eparchátus élén (Eпархија рашкопризренска). Ő képviseli a tárgyalásokon a szerb kisebbséget. Az ortodox templomok jó részét 1999 és 2000 között lerombolták, sok ortodox papot is meggyilkoltak.

## Gazdaság

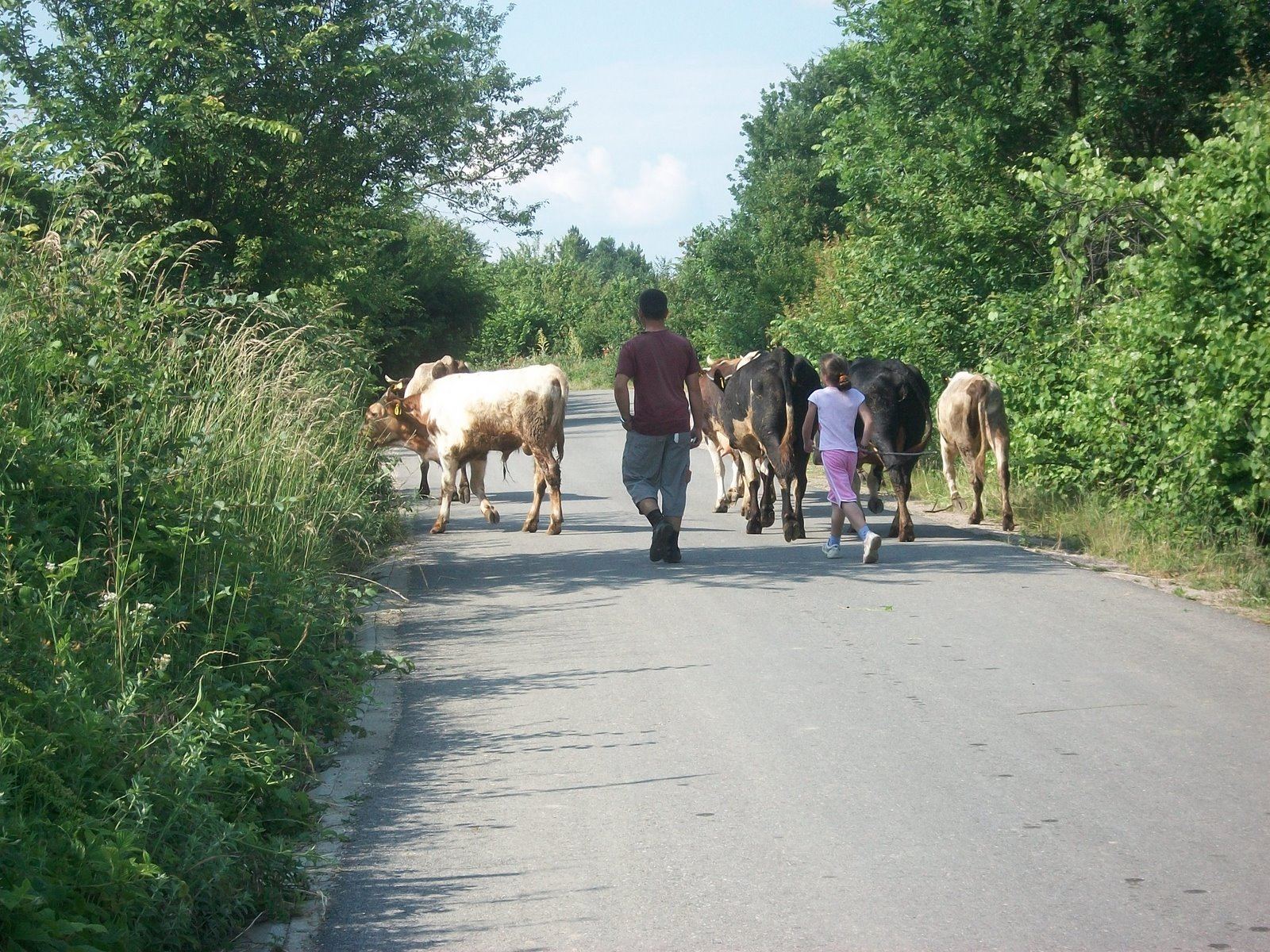

Koszovó gazdasága fejletlen, korábban Jugoszlávia legelmaradottabb része volt. A 2020-as években az egy főre jutó GDP mértékében Európa legszegényebb területe. A 2010-es években a népességnek közel fele élt a hivatalos szegénységi küszöb alatt; a Világbank 2010-es adatai szerint 17%-a pedig rendkívül szegény volt.
Az emberek jelentős bevételi forrása a cigaretta- és üzemanyag-csempészet. A külföldön vendégmunkásként dolgozó koszovóiak hazautalt pénze is komoly bevételt jelent. Jelentős a korrupció.

### Mezőgazdaság
Főbb termények: búza, kukorica, burgonya, paprika, gyümölcsök, tejtermékek.

### Ipar
Lassan fejlődő, egyszerű iparral rendelkezik; a legfejlettebb a vas- és színesfémkohászat és -bányászat, az energiaipar, a textil- és élelmiszeripar.
Főbb ágak még: építőanyagok gyártása, bőr, gépek, készülékek gyártása.

#### Bányászat
Koszovó ásványkincsekben bővelkedik. Az ón és az ólom világpiaci árának szárnyalása komoly perspektívákat nyit az ásványkincsek hasznosítása terén. A Trepça komplexum és egyéb bányák óriási üzleti lehetőségeket rejtenek.

### Külkereskedelem
Főbb áruk:
- Export: bányászat és feldolgozott fémtermékek, fémhulladék, bőrtermékek, gépek, készülékek, élelmiszerek, italok és dohány, növényi termékek, textil és ruházat
- Import: élelmiszerek, állat, fa, kőolaj, vegyszerek, gépek, ásványok, textil, kő, kerámia és üveg termékek, elektromos berendezések

Főbb partnerek (2017) :
- Export: Albánia 16%, India 14%, Észak-Macedónia 12,1%, Szerbia 10,6%, Svájc 5,6%, Németország 5,4%
- Import: Németország 12,4%, Szerbia 12,3%, Törökország 9,6%, Kína 9,1%, Olaszország 6,4%, Észak-Macedónia 5,1%, Albánia 5%

### Pénzneme
Az UNMIK (az ENSZ koszovói békefenntartó missziója) 2001-ben pénzügyi reform keretében bevezette a tartományban az eurót, mint hivatalos pénznemet. Feladata a korábban széles körben használt német márka leváltása volt, amely az 1999-es háború előtt a ténylegesen használt pénznem volt. Ennek ellenére a szerb dinár maradt a hivatalos fizetőeszköz, noha leginkább csak a koszovói szerbek által lakott területeken használják. Ezeken kívül csak elszórtan van forgalomban. A kereskedelemben főként euróban számolnak, a koszovói közigazgatás kizárólag eurót fogad el, és az összes kereskedelmi banknak is az euró az elsődleges pénzneme. A többi nemzetközi pénznem közül az USA dollár és a svájci frank a legelterjedtebb.

## Közlekedés

Főbb útvonalak

### Közút
A közúti közlekedés jelentősen javult Koszovó függetlensége óta. A kormány a 2010-es években jelentős erőfeszítéseket tett az R6, R7 és R7.1-es számú autósztrádák építésére, amelyek Koszovót a szomszédos országokkal kötik össze. Az országban összesen 2012 km hosszú útszakasz található, ebből 1921 km kövezett, betonozott út.

### Vasút
A Koszovói Vasutak az állami vasút.

### Légi
- Priština nemzetközi repülőtér

## Kultúra

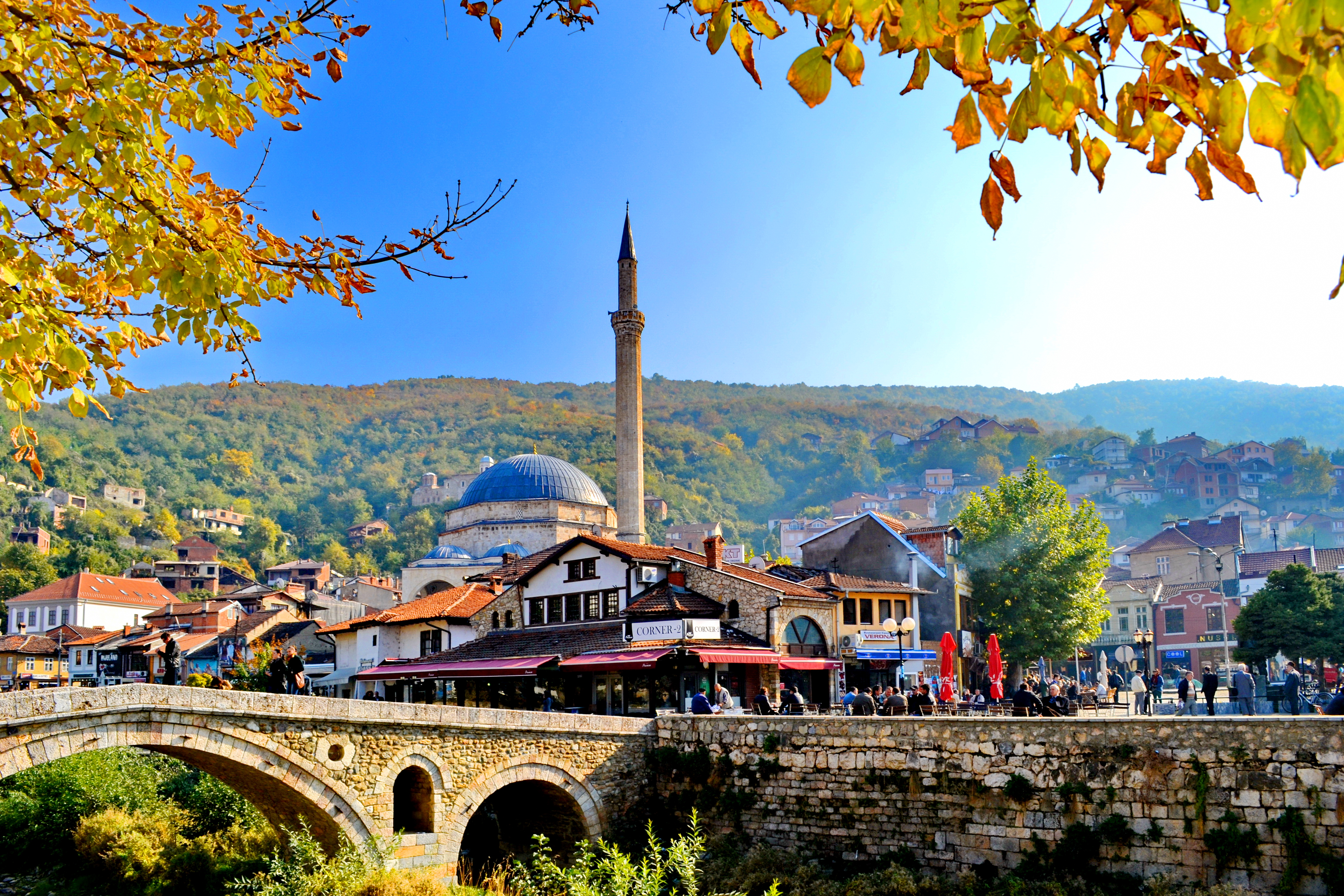
Prizren mecsete

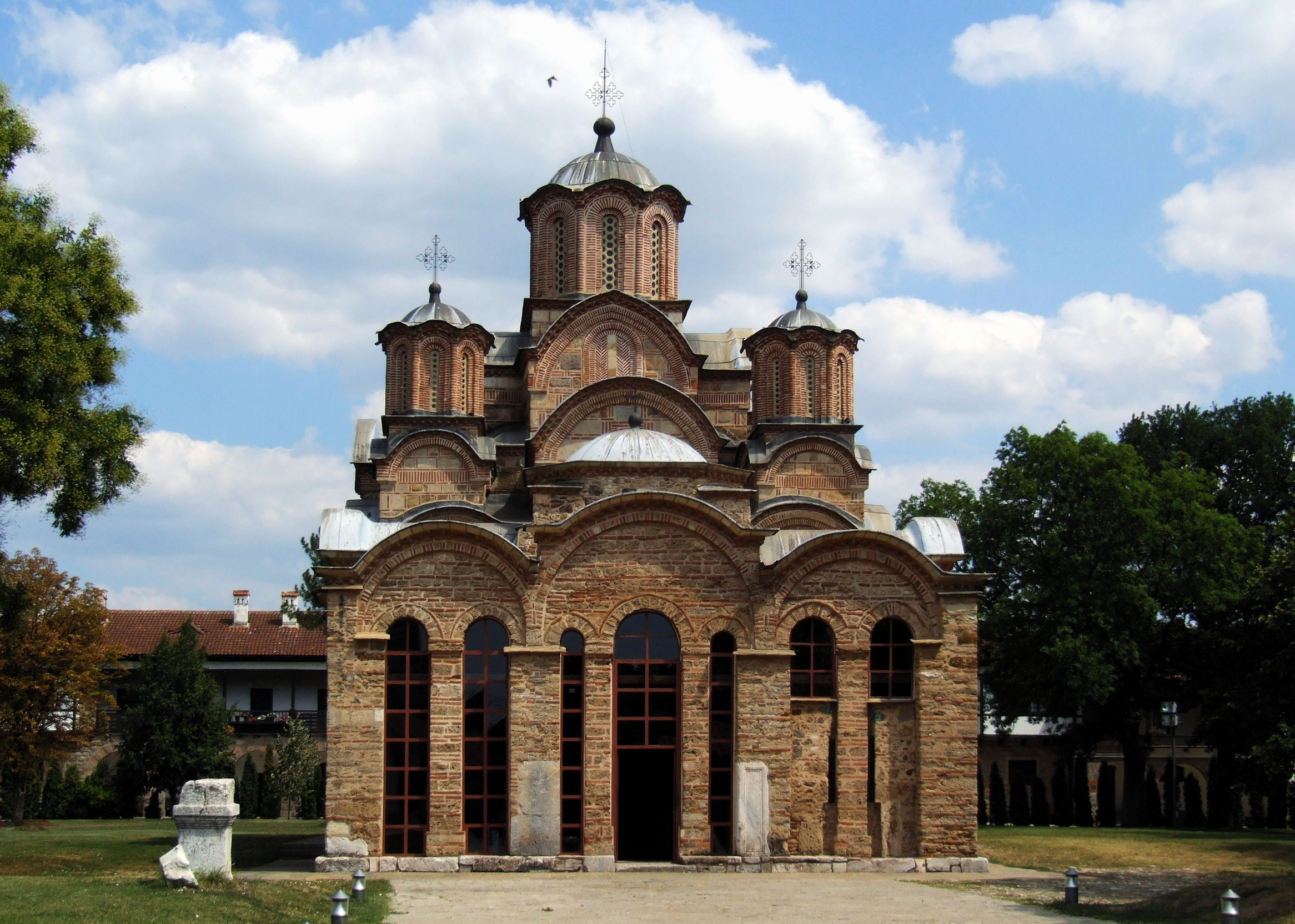
Gračanica kolostora (szerb ortodox)

Koszovó kultúrája hasonló a Balkán-félsziget és Albánia kultúrájához.

### Kulturális intézmények

#### Kulturális világörökség
Az UNESCO szerint a világ kulturális örökségének része Koszovó középkori műemlékei. Ezek török kor előtti szerb templomok.

### Gasztronómia
A koszovói konyha azonos az észak-albániai konyhával, rendelkezik továbbá a környező területek hatásával. Fontos alapanyagok a hús, tejtermékek, gyümölcsök és zöldségek. Kontinentális éghajlata miatt nyáron főleg friss zöldségeket, a hidegebb hónapokban savanyúságokat fogyasztanak.